# Antonio Foschini

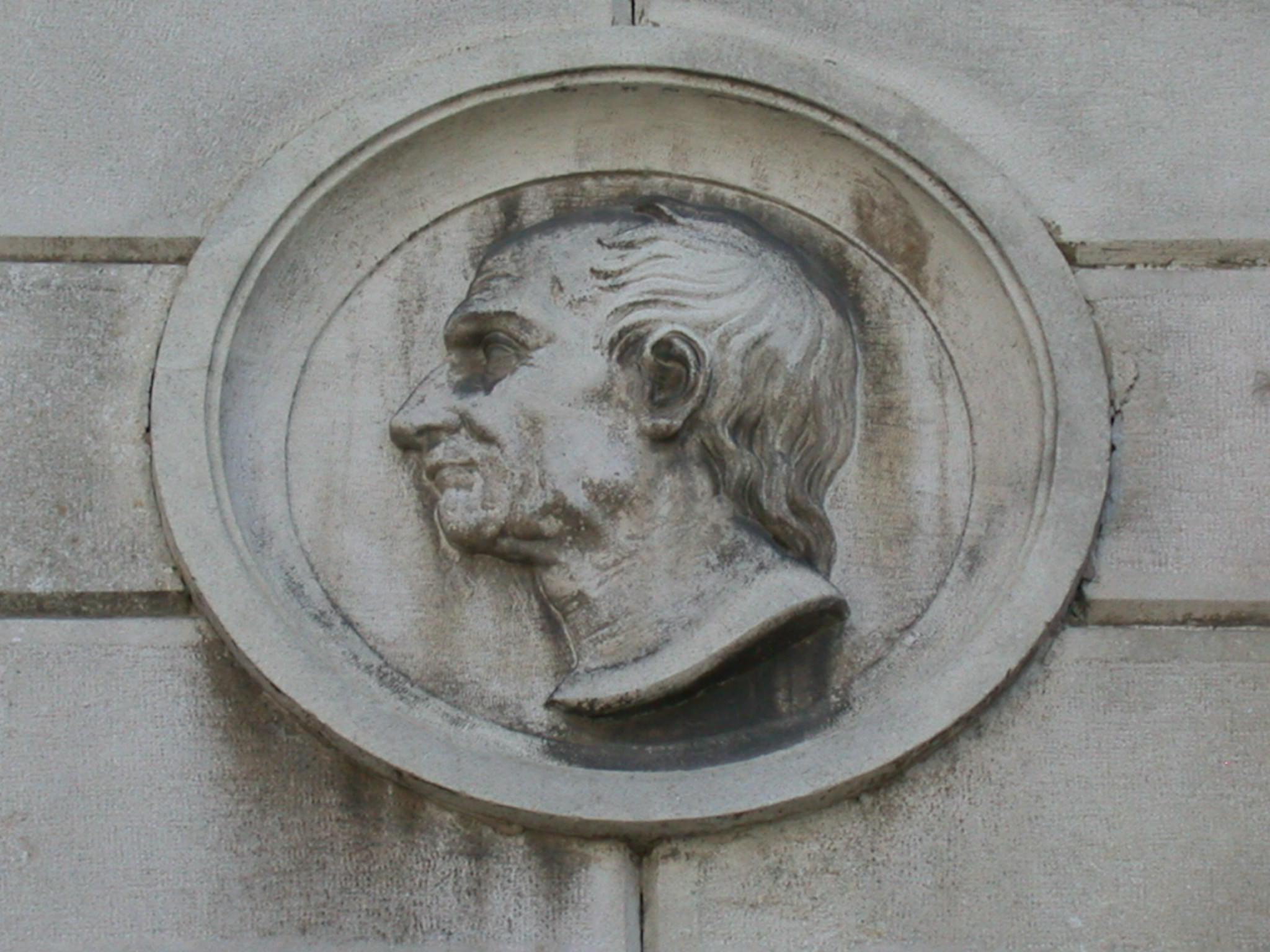
Antonio Foschini. Bassorilievo sulla facciata del palazzo di San Crispino.

Antonio Foschini (Venezia, 14 giugno 1741 – Ferrara, 14 dicembre 1813) è stato un architetto italiano.

## Biografia
Nato a Venezia nel 1741, si trasferì a Ferrara dove compì studi di matematica, meccanica ed idraulica e dove nel 1757 fu ammesso all'Accademia del disegno di figura e architettura. A Ferrara visse per la maggior parte della sua vita e lavorò come architetto, accademico e scrittore, fino alla morte, avvenuta nel 1813. Fu sepolto nella Certosa cittadina.

## Attività accademica
Il Foschini divenne giovanissimo (1761) accademico della Scuola di architettura, della quale fu in seguito direttore a più riprese. In quella stessa istituzione resse la cattedra di ingegneria civile e militare dal 1774 al 1803, anno in cui la Scuola fu trasformata in Liceo. A quegli anni risale la gran parte della sua trattatistica: si ricordano in particolare alcune opere, rimaste tuttavia inedite: Idea generale dell'architettura civile e delle sue parti, Riflessi sugli ordini architettonici Sulla simmetria architettonica, Trattato di architettura militare, Sulla prospettiva e Istruzioni pratiche di meccanica. Negli ultimi anni di vita venne nominato Accademico d'onore dell'Accademia Clementina di Bologna e dell'Accademia di Parma, all'epoca di recente costituzione. Da ultimo, gli venne chiesto di ricoprire la cattedra di Architettura all'Università di Pavia, incarico che declinò per non allontanarsi da Ferrara.

## Attività architettonica

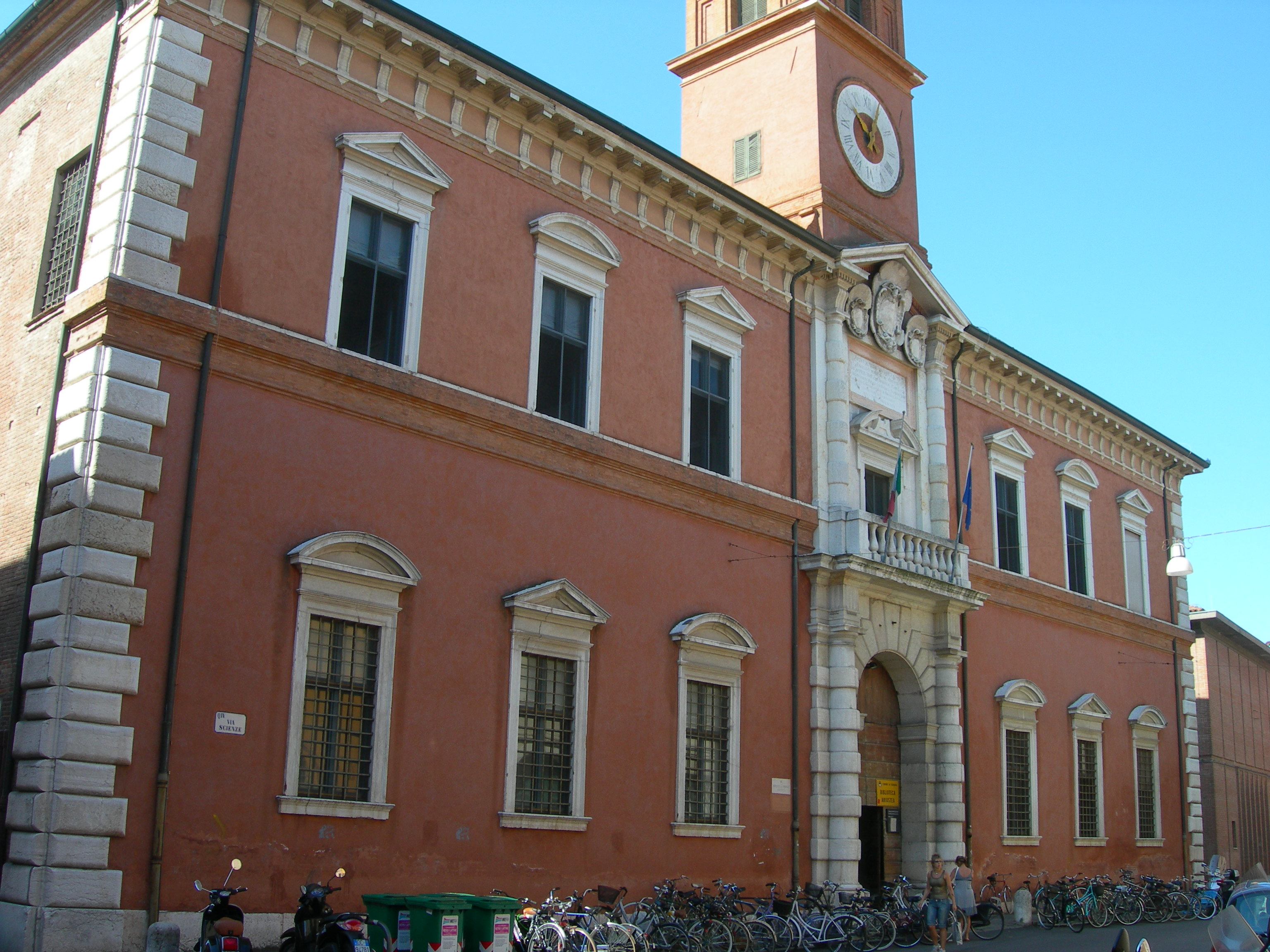
Il Palazzo Paradiso a Ferrara

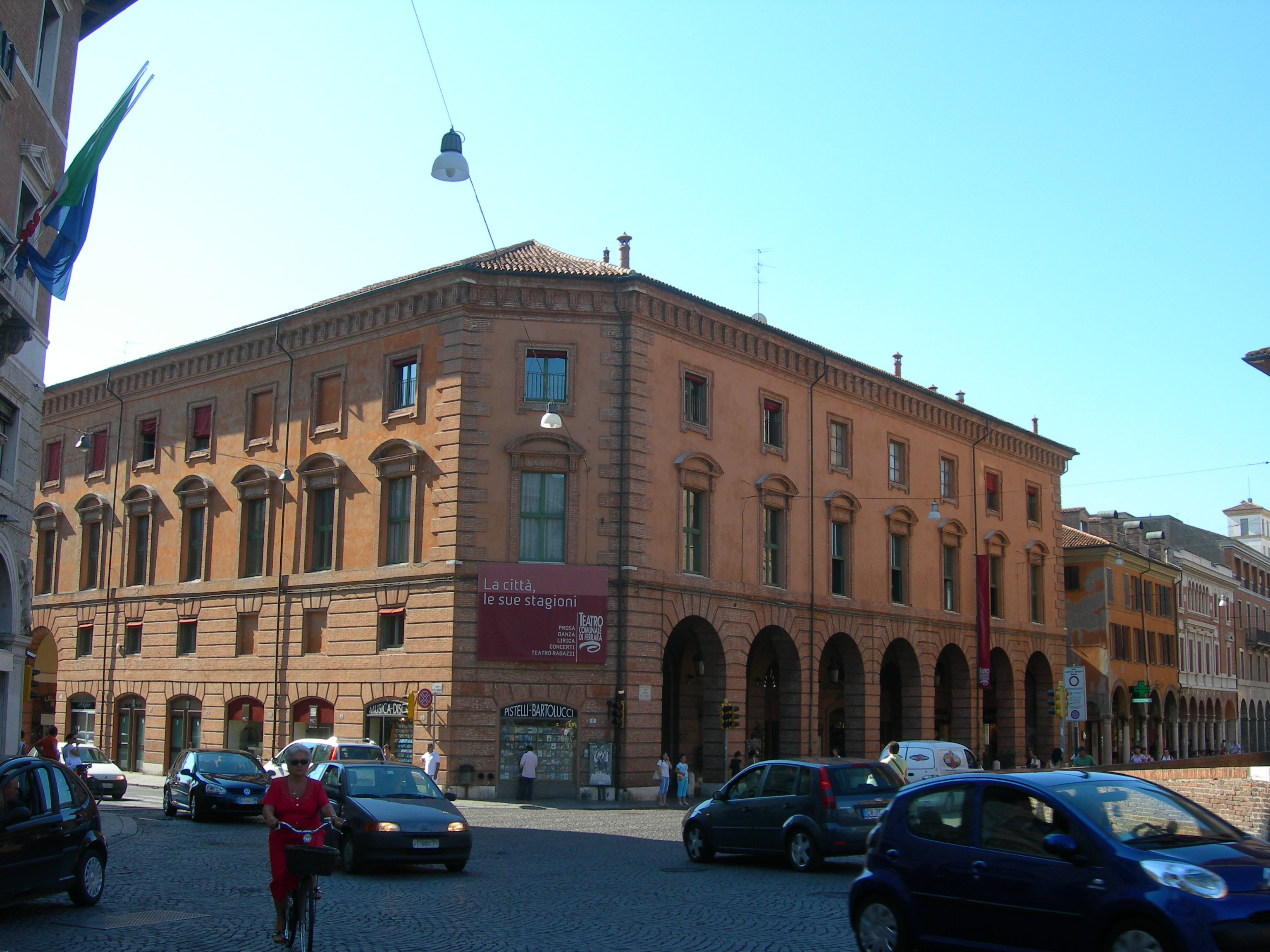
La facciata esterna del Teatro Comunale di Ferrara

Dopo i primi progetti per alcune parrocchiali del ferrarese, il primo incarico di rilievo che il Foschini ricevette (1780) fu quello per i lavori del Palazzo Paradiso di Ferrara, all'epoca sede universitaria, per il quale realizzò lo scalone, ancora oggi considerato il fulcro architettonico dell'edificio.
Nel 1790 iniziò la partecipazione ai lavori per il Teatro Comunale di Ferrara, iniziati nel 1787. La realizzazione dell'edificio vide la partecipazione, oltre che del Foschini, di Cosimo Morelli e Giuseppe Piermarini. Il contributo del Foschini, considerato il vertice della sua carriera architettonica, fu di particolare importanza nella gestione degli spazi scenici interni e nella scelta di togliere monumentalità alla facciata esterna, per un più armonioso inserimento urbanistico.
Il successo riscontrato con quest'opera portò al Foschini altre commissioni simili, seppur meno prestigiose: oltre ad alcune consulenze e progetti non realizzati, si ricordano i lavori eseguiti negli ultimi anni della sua vita per il Teatro Ballarini di Lendinara.